# Vrijheidsbrug (Boedapest)
De Vrijheidsbrug (Szabadság híd) is een van de negen Donaubruggen in de Hongaarse hoofdstad Boedapest. De Vrijheidsbrug is de zesde brug als men stroomafwaarts gaat. Ze is 331 m lang en 20,1 m breed en dateert uit 1896.
De brug bevindt zich tussen het Sint-Gellértplein (Szent Gellért tér) op de rechteroever van de Donau (Boeda, met het Gellért-hotel en de zuidkant van de Gellértberg) en het Fővám-plein op de linkeroever (Pest, met de Markthal en het gebouw van de Corvinus-universiteit). Gezien vanuit Pest vormt de brug de voortzetting van de Kleine Ring (Kiskörút).

## Ontwerp
De brug is ontworpen door János Feketeházy en werd ter gelegenheid van het millennium van de Hongaarse Landname in 1896 in gebruik genomen, iets eerder dan de noordelijker Elisabethbrug. De brug droeg aanvankelijk de naam van koning Frans Jozef, de Habsburgse vorst die de brug ook opende. In 1898 reed ook de eerste tram over de Frans Jozefbrug. Nadat de brug in 1945 door de Duitsers was verwoest en als eerste herbouwde brug op 20 augustus 1946 weer in gebruik werd genomen, kreeg de brug zijn huidige naam.
Karakteristiek voor de stalen, groen geverfde brug zijn de beelden van vier roofvogels op de beide torens: de turul is een vogel die een belangrijke rol speelt in de Hongaarse voorchristelijke mythologie. Ook is de brug voorzien van het Hongaarse wapen

## Fotogalerij

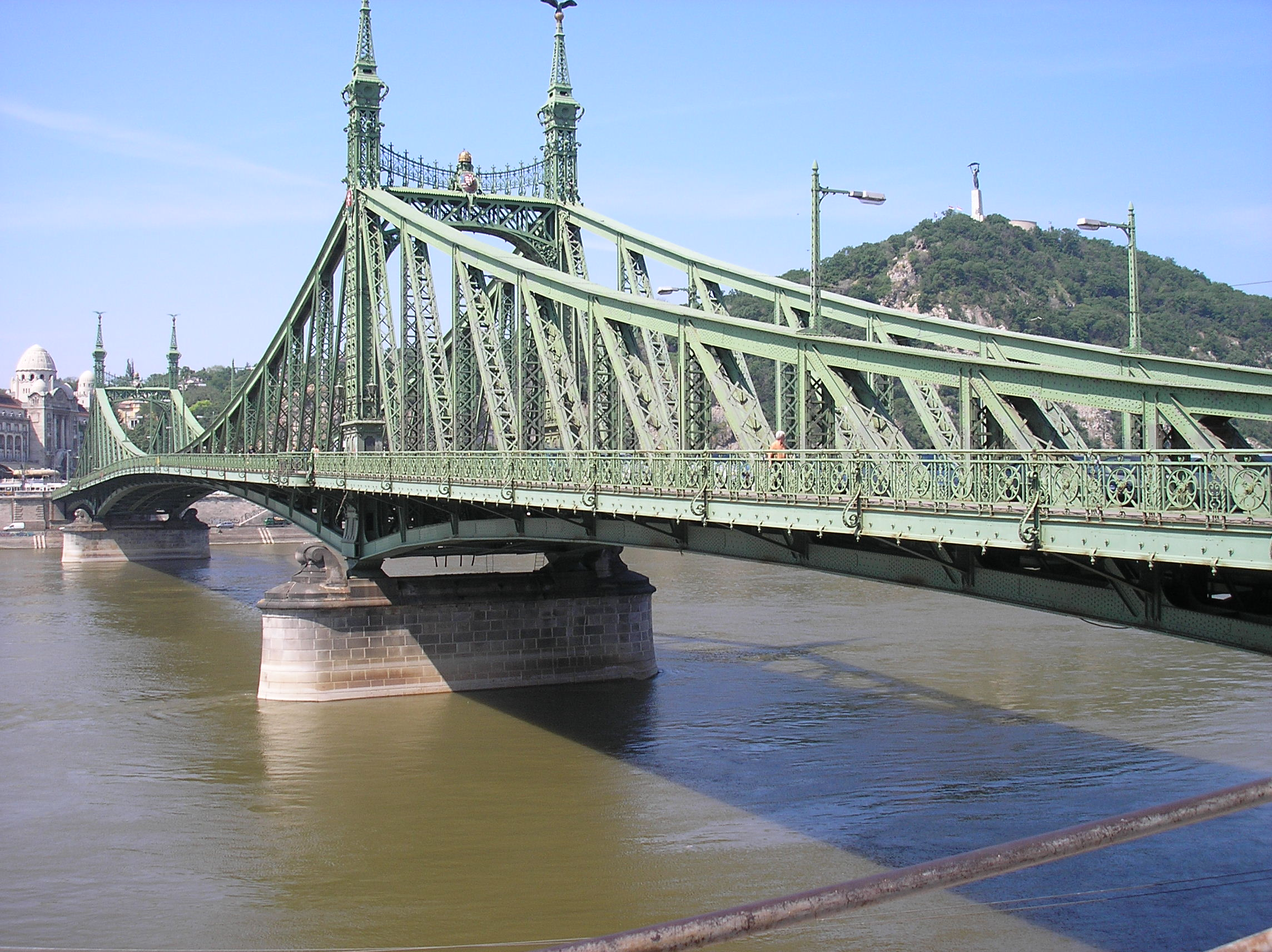
De Vrijheidsbrug vanuit het oosten gezien
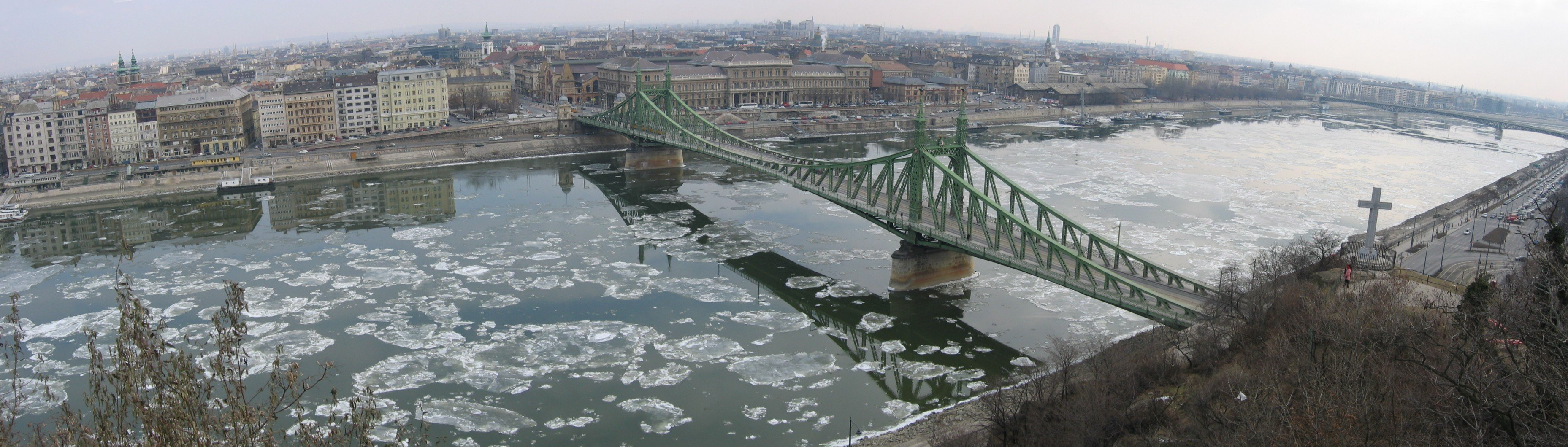
De Vrijheidsbrug in de winter (2006)

Nachtelijk panorama

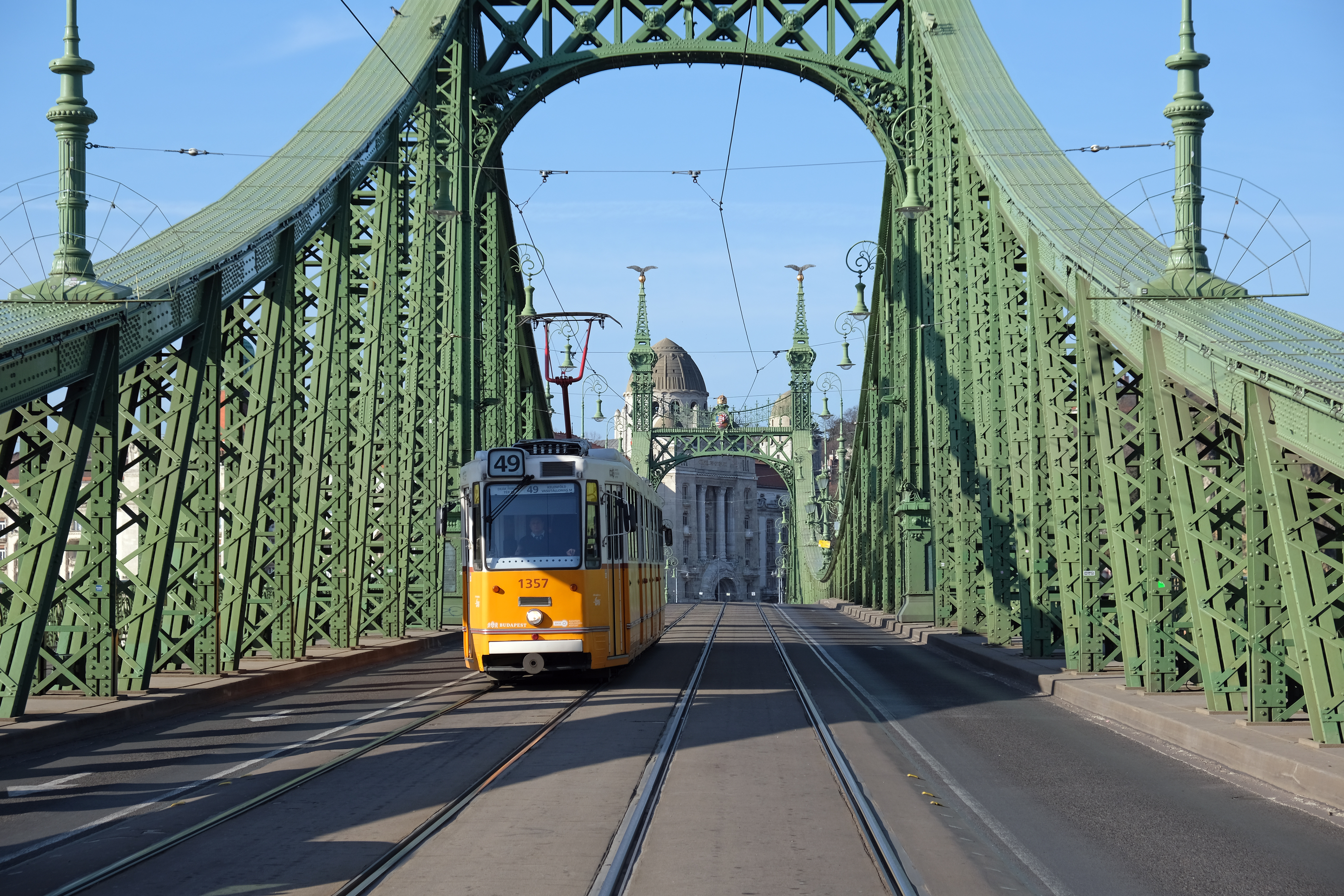
De brug met tramlijn 49